# Szymon Staśkiewicz
Szymon Staśkiewicz (ur. 3 stycznia 1987 – polski zawodnik pięcioboju nowoczesnego, srebrny medalista mistrzostw Europy. Zawodnik ZKS Drzonków.
Srebrny medalista mistrzostw Europy w 2010 roku w konkurencji sztafet (razem z Bartoszem Majewskim i Tomaszem Chmielewskim). Rok później również zdobył srebro podczas mistrzostw Starego Kontynentu w tej konkurencji. Mistrz Polski w 2008 roku i wicemistrz rok wcześniej w konkurencji indywidualnej.
Jest żołnierzem Wojska Polskiego w stopniu szeregowego.